# Maurice Exslager
Maurice Exslager (Bocholt, Rin del Nord-Westfàlia, 12 de febrer de 1991) és un futbolista alemany que juga com a davanter al SC Frintrop. Va començar com a futbolista al TuB Bocholt.